# Jacaranda mimosifolia
Jacaranda mimosifolia, comúnmente llamado jacarandá azul o tarco, es un árbol subtropical de la familia Bignoniaceae oriundo de Sudamérica y ampliamente cultivado por sus vistosas y duraderas flores violetas.[cita requerida]

## Descripción

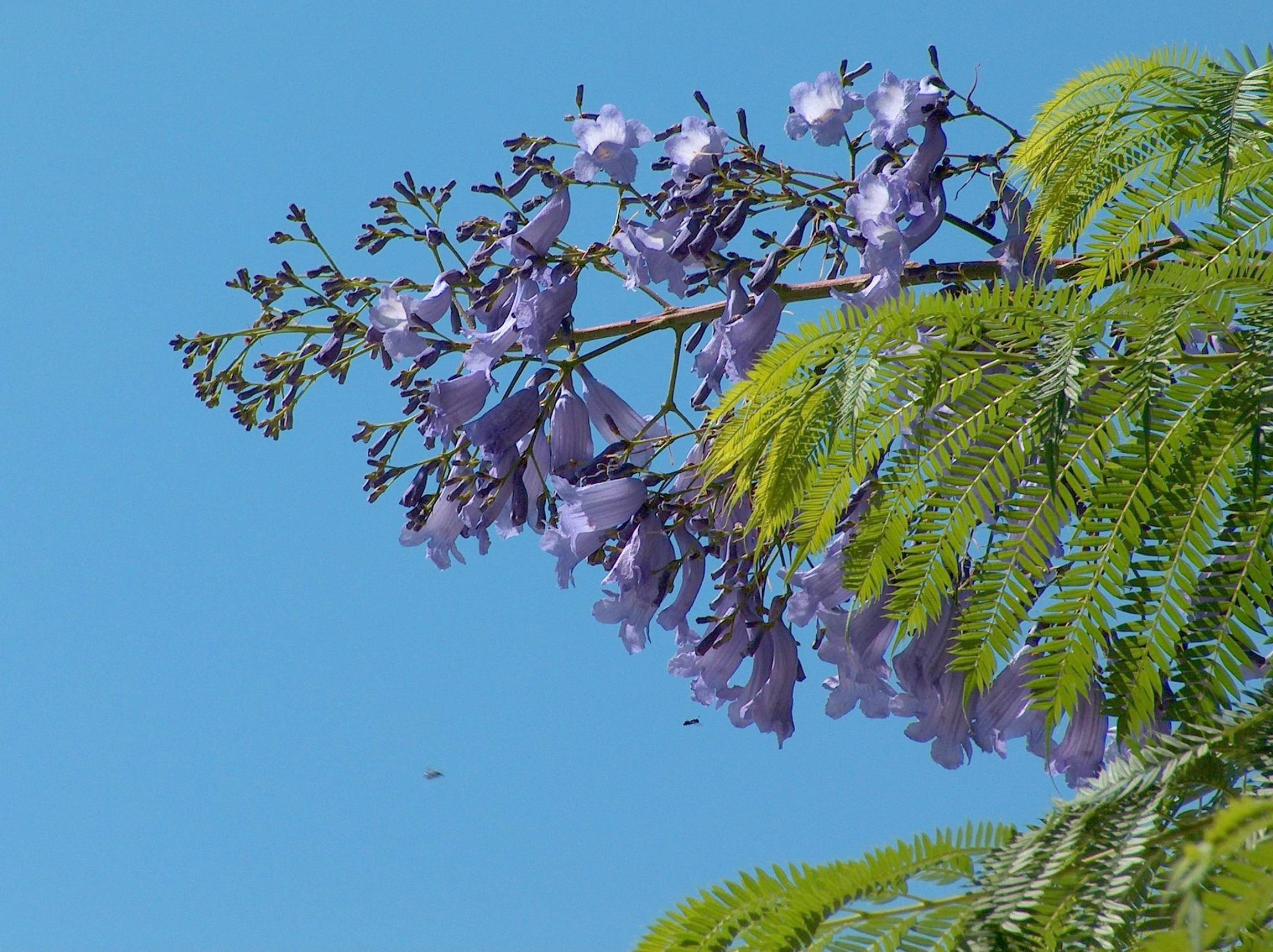
Racimo floral

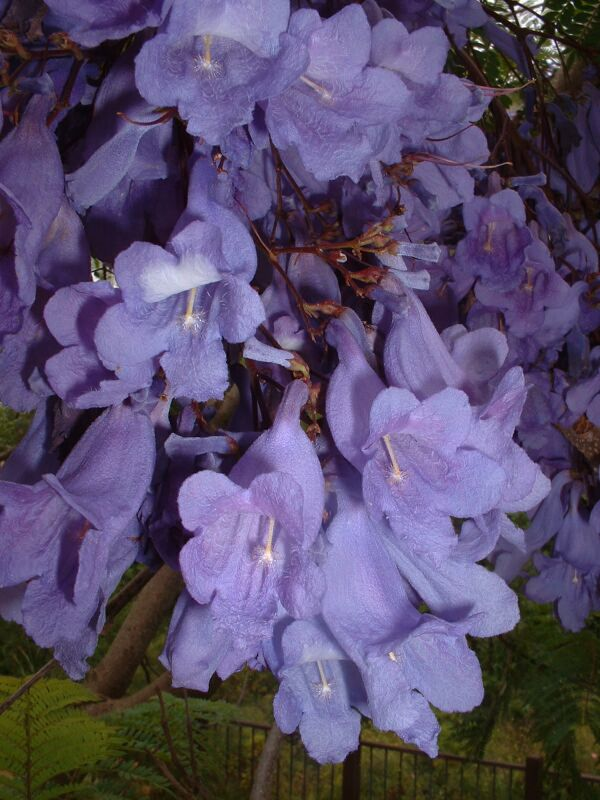
Flores, detalle

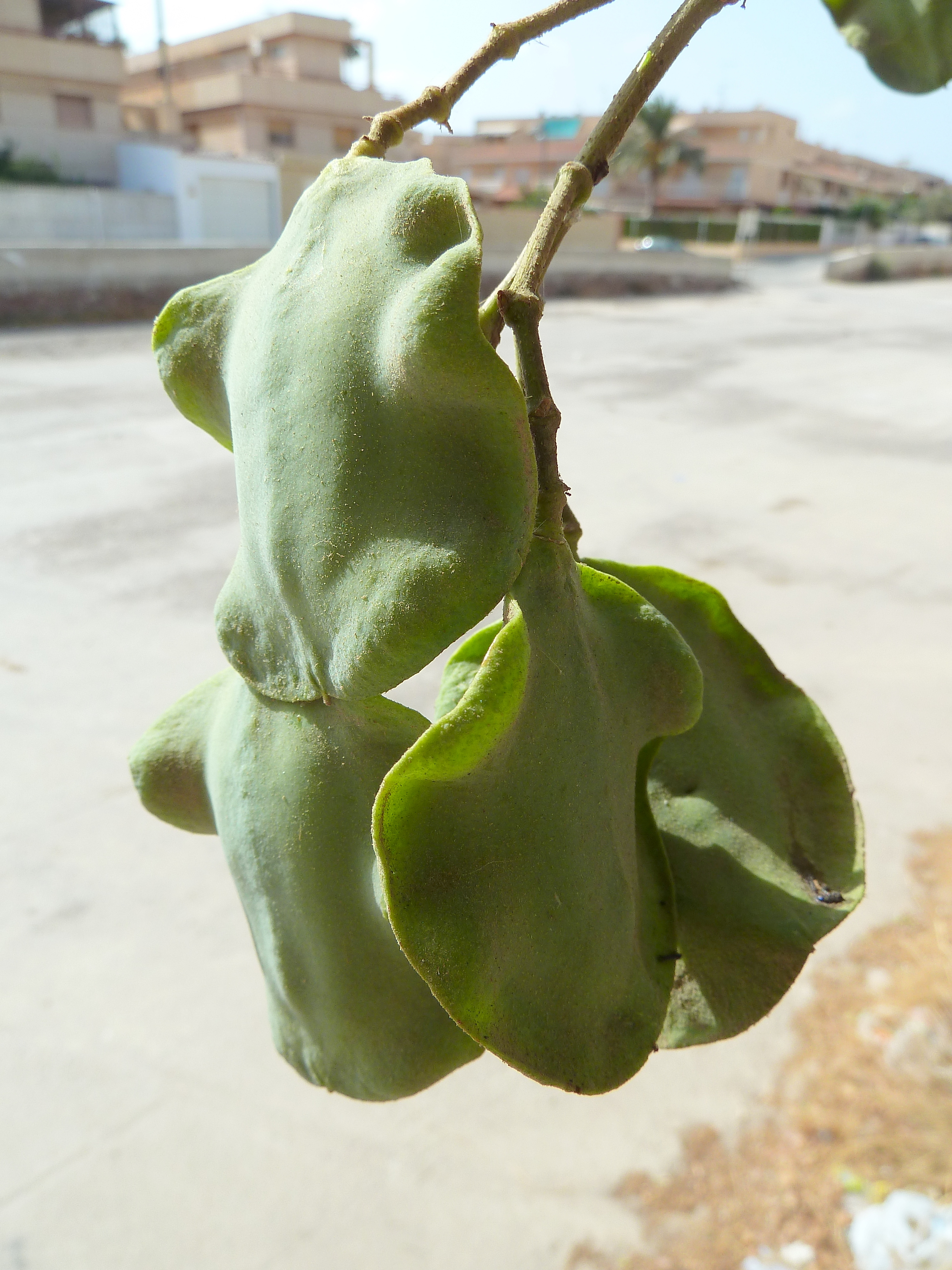
Frutos inmaduros

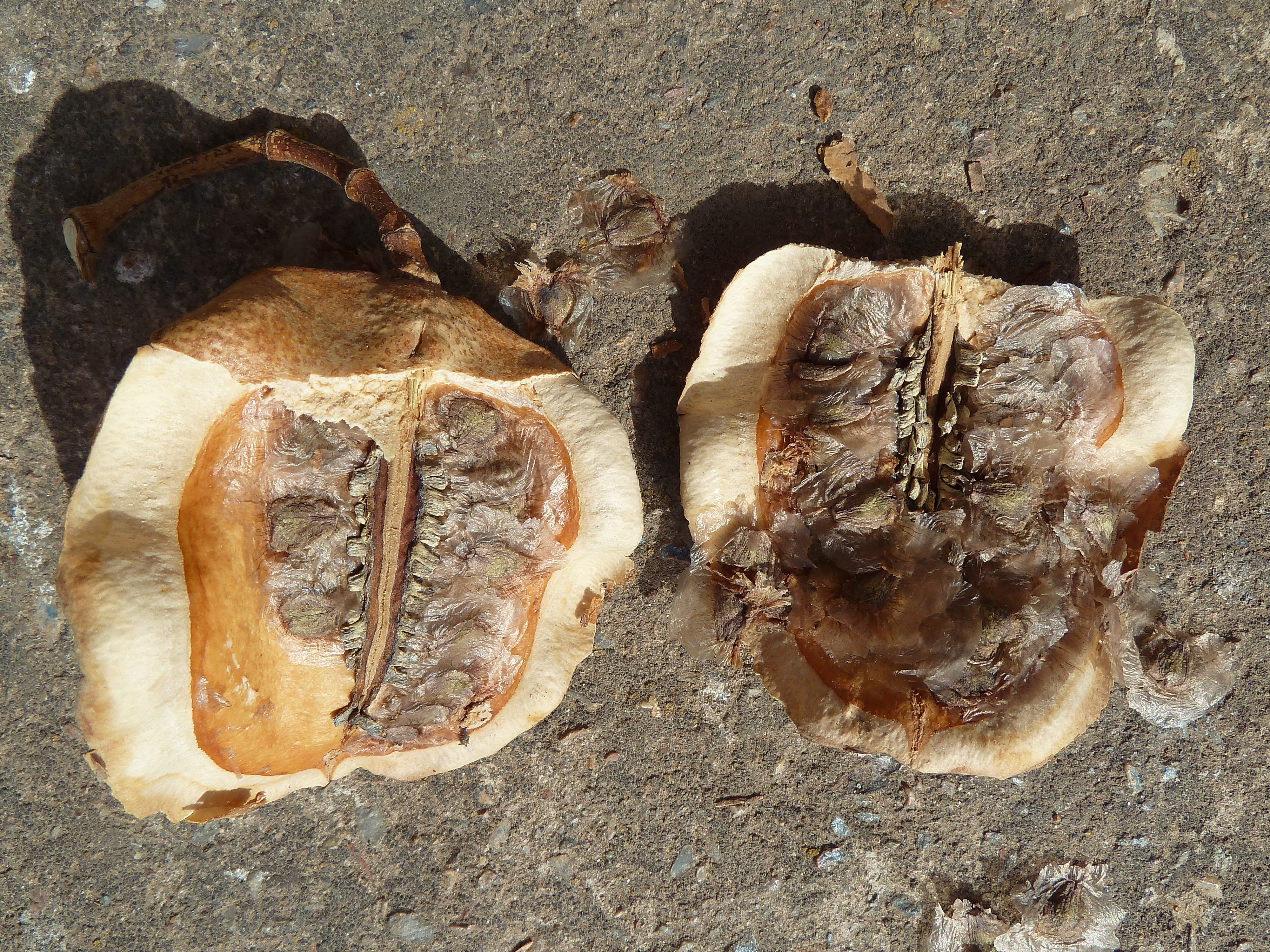
Fruto maduro abierto con semillas

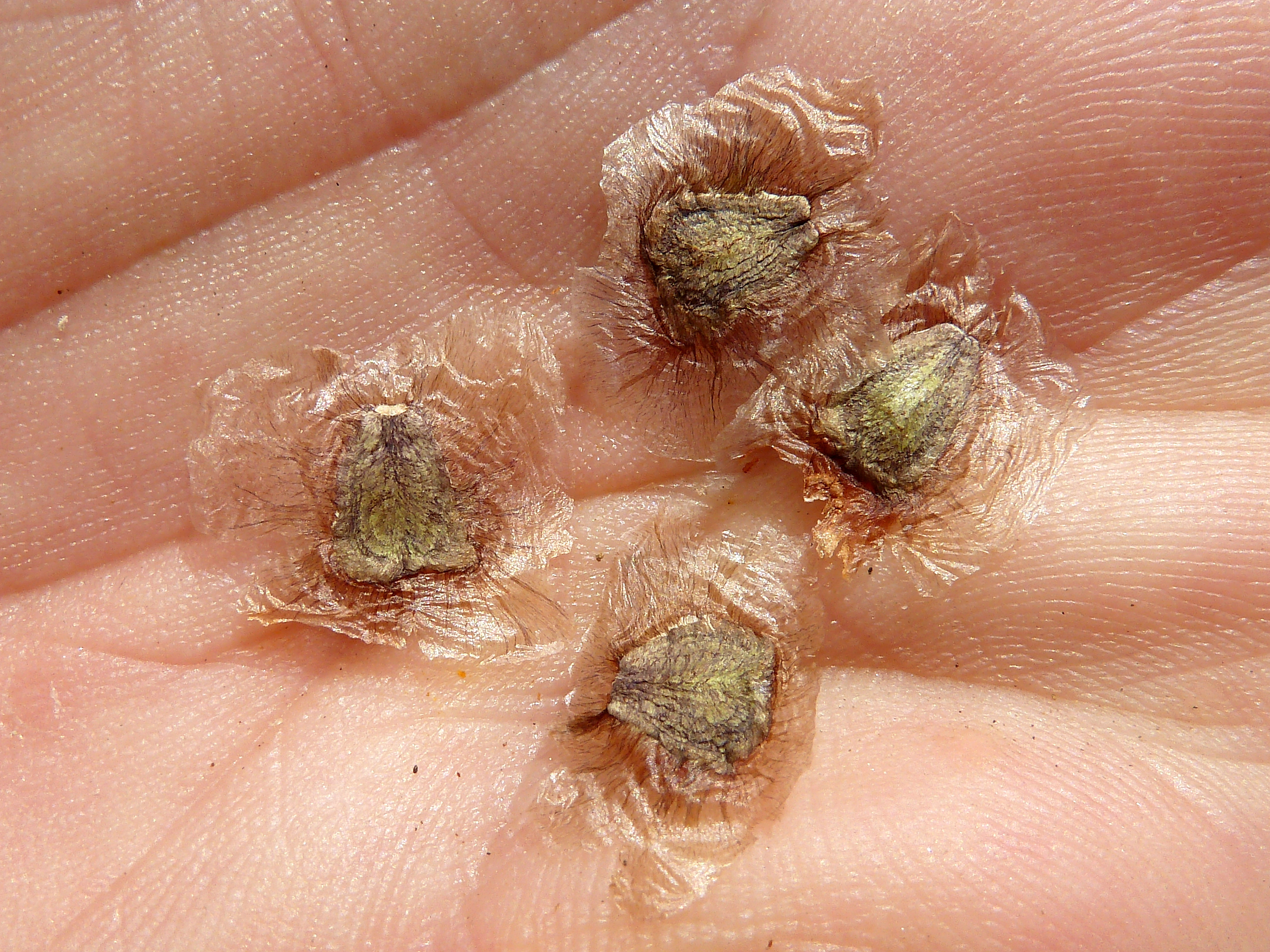
Semillas sueltas con ala membranácea

El árbol adulto alcanza una altura de 12 a 15 metros, hasta 20 metros en condiciones favorables.
Las raíces, de desarrollo oblicuo, iguales y fasciculadas no son invasoras, por lo que cuando se presenta un periodo de escasez de agua el árbol se ve muy mal.
La copa del jacarandá no tiene una forma uniforme: algunas veces en forma de una sombrilla, algunas veces de forma piramidal, pero nunca densa. En general, forma una copa ovoide e irregular. La estructura es de ramificación principal extendida. La copa, de forma natural, alcanza un diámetro de 10 a 12 m, proyectando una sombra de mediana intensidad.
El tronco principal tiene una forma algo torcida y tiene una altura de 6 a 9 m y un diámetro de 4 a 7 dm.  El ritidoma o corteza es de color pardo grisáceo y de textura lisa en la juventud, y áspera, fisurada y oscura con la edad, forma escamas rectangulares que se pueden desprender. El jacarandá alcanza 8 a 12 m de altura. Es un árbol semicaduco, es decir que pierde parcialmente sus hojas, de crecimiento medio y una longevidad de más de 100 años.
Las hojas son grandes, de 30 a 50 cm de longitud; son completas, opuestas, bipinnadas, con hojuelas de 25 a 30 con pares de folíolos pequeños de forma oval-oblonga, terminados en punta (apiculados), de color verde claro y textura de su superficie lisa pubescente, es decir con pelos. La cara superior de la hoja es de color verde oscuro, la cara inferior pálida. La época de foliación ocurre a principios de verano.
Las flores, de 4 a 5 cm, están agrupadas en panículas terminales erectas, de 20 a 30 cm y son de color azul violeta. Tiene la corola con tubo muy retorcido y los 5 pétalos soldados. Los lóbulos de dicha corola son algo desiguales y organizados en 2 labios, uno de 2 lóbulos arriba y el inferior de 3. Toda la corola es velluda, exterior y -sobre todo- interiormente. El androceo, como es habitual en las bignoniáceas, tiene el más largo de los 5 estambres estéril y 2 de los fértiles son más largos que los dos restantes. El pistilo o gineceo es largo, pubescente y es de color blanquecino.
La floración se produce durante la primavera, antes que la foliación, y a veces tiene una segunda floración, más escasa, en el verano.

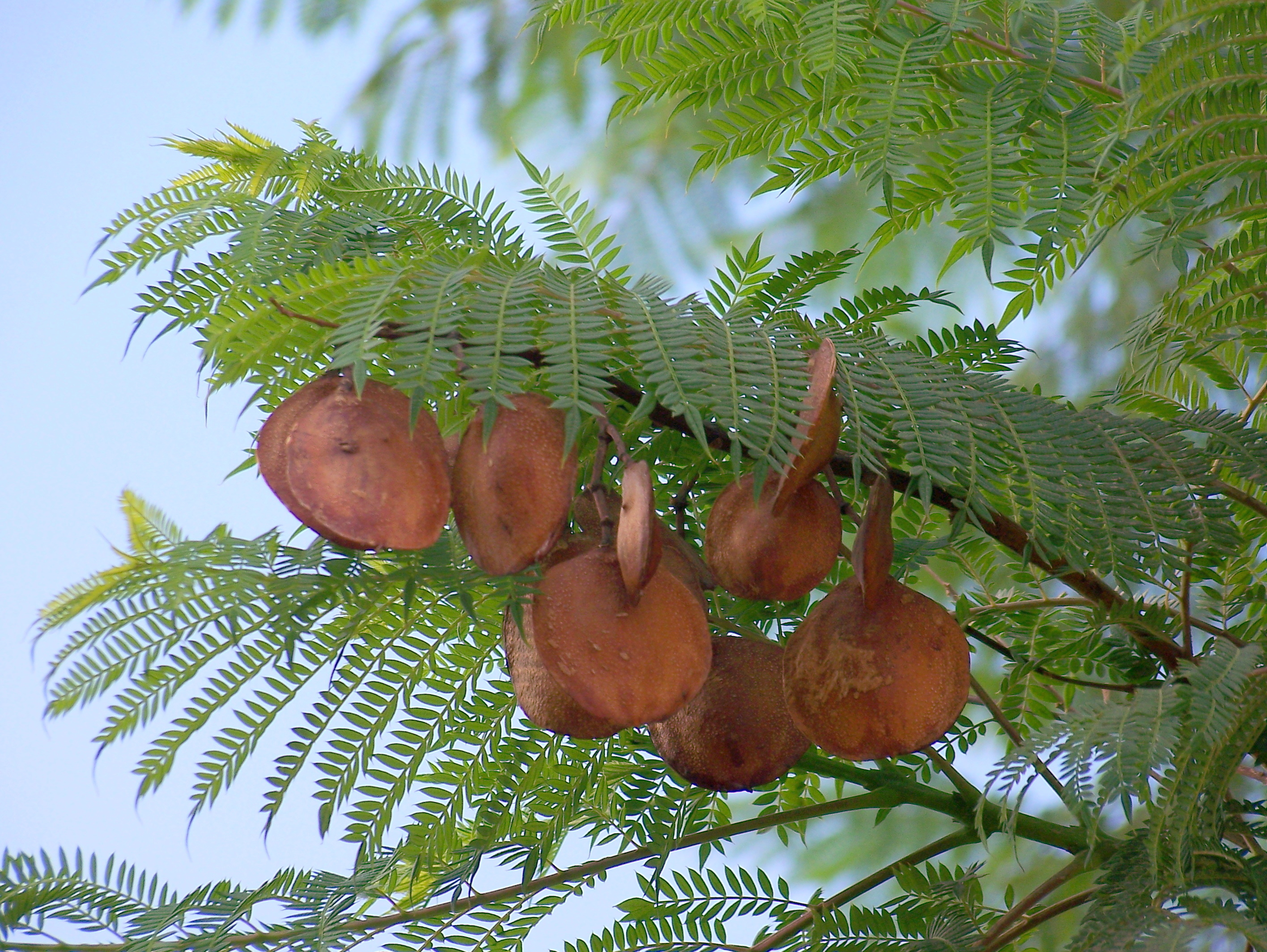
Frutos maduros todavía sin abrir.

El fruto leñoso, dehiscente (que se abre), plano, en forma de castañuela —y que en guaraní se llama (ka-í jepopeté) que significa algo así como "aplauso de mono"  — es una cápsula loculicida de unos 6 cm de diámetro, orbicular y comprimida, de color verde que se torna pardo oscuro cuando madura, con semillas aladas. Los frutos aparecen a finales de otoño y permanecen todo el año.

## Distribución
El jacarandá está distribuido de forma nativa en Brasil, Bolivia, Paraguay, Perú, Colombia, Panamá y Costa Rica y también en el norte y nordeste argentino. 
En Paraguay: prácticamente en todo el país, encontrándose en toda la zona oriental, mientras que en la zona occidental o Chaco, donde forma -juntamente con los Urundey, Paratodo y especies de Quebracho- isletas de árboles grandes y va decreciendo su presencia según se hace más seca o árida la zona. Crece en unas pocas regiones limítrofes del Chaco Boreal, tales como los cañones de Cerro León y bajadas cerca de Filadelfia.
Se introdujo en áreas ajenas a su hábitat nativo, sea naturalizado o cultivado/ornamental: En la provincia de Buenos Aires (Argentina), Ecuador, centro-norte de Chile (principalmente Santiago de Chile), en el altiplano de México, Florida, California, el sur de Texas, en Lafayette, sur de Luisiana, en España, tanto en la península como en las Islas Canarias, el sur de Portugal, sur de Italia, Hawái, sureste y suroeste de Australia y Sudáfrica.
En la ciudad de Buenos Aires, en 2015, la Legislatura designó árbol distintivo a la especie Jacaranda mimosifolia, el jacarandá o tarco. Se incorporó al paisaje porteño hacia fines del siglo XIX, en el arbolado de calles y plazas formando parte de alineaciones en las avenidas San Juan y Callao, en plaza de Mayo, plaza Italia, plaza Seeber, El Rosedal, en la avenida Belgrano entre otras. Actualmente hay más de 11 000 ejemplares de los cuales 1500 están en espacios verdes.

## Hábitat y cultivo
- Entorno natural: bosques caducifolios tropicales.
- Clima: muy sensible a temperaturas inferiores a –1 °C continuadas (más de 4 h). Los ejemplares jóvenes mueren si la temperatura es inferior a 0 °C. Resiste una sequedad débil. Prefiere pleno sol pero se adapta a semisombra. Se desrama con vientos y tormentas de mediana intensidad.
- Suelo: húmedo, la sequía limita su crecimiento. El pH óptimo es el neutro (de 6,0 a 7,5) tolerando cierta alcalinidad de 8,5. No tolera la salinidad en el suelo. Crece bien en suelos de textura areno-arcillo-humíferos; pero, en general, se adapta a cualquier condición de suelo.
- Resistencia ambiental: resiste bien la contaminación urbana, pero no la industrial. En lugares muy contaminados el follaje se desgreña, pasando a un proceso de decrepitud.
- Por su aspecto, los jacarandas son interesantes en jardinería, para decorar, por la belleza de sus flores, en parques y jardines urbanos donde la contaminación es menor. Puede ser utilizado en calles y avenidas de bajo tránsito vehicular, pero en estas condiciones su tamaño se ve limitado. Especie utilizada como árbol de alineación, de forma aislada o formando grupos. Su madera aromática es apreciada en ebanistería y en carpintería para realizar laminados.
- Tolera el desrame y tiene un buen comportamiento ante la poda. Requiere podas de limpieza y ortopédicas. Es un árbol no demasiado exigente y de crecimiento relativamente rápido. Las heladas lo perjudican, sobre todo a los ejemplares jóvenes, que llegan a morir. Florece abundantemente en exposición soleada.
- La reproducción es por semillas a fines de invierno o principios de primavera. Admite con dificultad el trasplante en primavera u otoño.
- Enfermedades y plagas: aunque es bastante resistente a enfermedades de hongos e insectos, en ocasiones es atacado por hongos como Capnodium citri (fumagina) y Xanthomonas glandis; también por pulgones.

## Propiedades
La infusión y tintura de flores, hojas y corteza se usa por vía oral para el tratamiento de la disentería amebiana y otras afecciones gastrointestinales agudas. Se le atribuye también propiedades antiséptica, antitumoral y espasmolítica.

## Usos
La madera es excelente para trabajos de carpintería en interiores. De color claro, vetas cortas y bien marcadas, dibujo parecido al fresno europeo, es liviana (aprox. 450 kg/m³) y muy trabajable.

## Toxicidad
Puede producir irritación en la piel y alergia al manejarla; las semillas y hojas pueden ser tóxicas en caso de ingesta.

## Taxonomía
Jacaranda mimosifolia fue descrita por David Don y publicado en Botanical Register, 8: t. 631, 1822.
Etimología
- Jacaranda: derivado latinizado de su nombre vernacular nativo brasileño en tupí, yakara'na, construido con los vocablos hakuã, que tiene perfume, y renda, lugar, sitio, o sea "fragante".

- mimosifolia: neologismo construido con los vocablos "mimosa", del latín mīmus, -i (griego μίμος), actor, mimo, origen del término 'mimosa' que alude a la facultad de ciertas de sus especies de retraer y contrarerse cuando se las toca a la manera de los mimos que deben contorsionarse para expresarse,[15] y fǒlǐum, -ǐi, hoja; o sea "de hojas parecidas a las de una mimosa".

Sinonimia
- Jacaranda ovalifolia R.Br.
- Jacaranda chelonia Griseb.[16]

## Nombres comunes
- Castellano: jacarandá, tarco. También se lo conoce erróneamente con el nombre de palisandro, pues el verdadero "palisandro" es en realidad el palisandro africano (Dalbergia cearensis).
- Otros nombres comunes en Paraguay:
  - Avañe’ẽ (idioma guaraní): jakarandá, karova, ka’i jepopete
  - Ayoreo: gejnuá o ejnua
  - Dialecto menonita: kekeraundaboom
  - Enlhet: acpehec
  - Nivaclé: sivavayuc
  - Maskoy: akpahek.